# طارق غرير
طارق فؤاد غرير لاعب كرة قدم سوري من مواليد حمص 1999 لعب لفئات نادي الوثبة السوري العمرية ولمنتخب سوريا للناشئين.
توفي عام 2014 في حمص جراء اصابته بقذيفة هاون اطلقتها قوات المعارضة السورية على حي الغوطة .